# Can Grau (Sant Pere de Vilamajor)
|  | Aquest article tracta sobre Can Grau de Sant Pere de Vilamajor. Vegeu-ne altres significats a « Can Grau (desambiguació)». |

Can Grau és una masia de Sant Pere de Vilamajor (Vallès Oriental) protegida com a Bé Cultural d'Interès Local.

## Descripció
Edifici civil del recinte de la Força. Reconstruït al segle xviii, consta de planta baixa i pis i cobert per una teulada de dues aigües de teula àrab amb carener perpendicular a la façana principal. Una de les seves parets estructurals de 70 cm de gruix podria ser part de la muralla del castell. Està situada a una de les ampliacions del recinte de la Força i es recolza sobre la muralla nord del recinte. Es protegeix l'arquitectura de l'edifici original, els trams de muralla (façana posterior) i els elements ornamentals i decoratius (portals, finestrals...). No s'admet la modificació del volum actual, però si ampliar l'edificació cap a la muralla nord, am límit d'alçada com a prolongació del pla inclinat de la coberta existent.